# Ваганово (Большесельский район)
Ваганово — деревня в Благовещенском сельском поселении Большесельского района Ярославской области.
Деревня Ваганова указана на плане Генерального межевания Рыбинского уезда 1798 года.

## Население
По данным статистического сборника «Сельские населенные пункты Ярославской области на 1 января 2007 года», в деревне Ваганово не числится постоянных жителей. По топокарте на 1981 год в деревне проживало 0,01 тыс. человек.

## География
Деревня расположена на севере района, на удалении около 500 м от правого берега реки Черёмухи. На расстоянии около 1 км к западу от Ваганово на берегу реки стоит деревня Петраково. В 1,5 км к северу от Петраково стоит деревня Фоминское, а на противоположном левом берегу деревня Вычесово. Ваганово и три названных деревни расположены на одном окружённом лесами поле. К северо-востоку от Ваганово находится лесной заболоченный район шириной около 5 км, за которым проходит дорога из Рыбинска на Большое Село через Александрову Пустынь. В этом лесу находится бассейн реки Самороковка, правого притока Черёмухи.